# Куку Хлоя
Хлоя Еріка Джейн Олів'є, відома під псевдонімом Куку Хлоя (Хлое) (англ. Coucou Chloe), — французька музична продюсерка, співачка та ді-джейка. Співзасновниця музичного колективу та звукозаписного лейбла Nuxxe разом з Sega Bodega та Shygirl.

## Біографія
Виросла в Біо, селі на півдні Франції. У дитинстві багато грала на фортепіано, отриманому від бабусі й дідуся. Переїхала до сусідньої Ніцци, щоб вивчати сучасне мистецтво у Villa Arson, де почала серйозно ставитися до музичної творчості. Полишила навчання і незабаром переїхала до Лондона, де й проживає.
Ім'я Куку Хлоя «походить від пісні, яку її молодший брат Лео написав на листівці до її дня народження. Вона продовжувала грати пісню на вечірках, і це ім'я знайшло постійний дім в головах її друзів». «Coucou» — це милий спосіб сказати «привіт».

## Кар'єра
Експериментальну музику Куку Хлої — «суворі, скелетні ритми, якими вона часто драпірує свій невимушений голос» і семпли звуків тварин — часто називають «деконструйованою клубною музикою». Вона створює таке звучання за допомогою Logic Pro на ноутбуці, зовнішній клавіатурі та мікрофона. Олів'є надихається хіп-хоп музикою 1990-х, зокрема Снуп Доггом.
Куку Хлоя співзаснувала музичний колектив та лейбл звукозапису Nuxxe (вимовляється «newksie») з Sega Bodega та Shygirl. Вона з Sega Bodega продюсують музику як колектив Y1640.
Куку Хлоя працювала моделлю у модних кампаніях Burberry та Vivienne Westwood. Її трек 2016 року «Doom» використала Ріанна для показу Fenty x Puma New York Fashion Week у 2017 році. «Underdog» був зіграний під час паризького шоу Джозефа Альтузарри у 2017 році. У 2020 році на Amazon Prime відбулася прем'єра модного показу Ріанни Savage x Fenty, де знову використаний «Doom». Однак Олів'є та Ріанна змушені були вибачитися після звинувачень мусульман у неповазі, оскільки «Doom» містив запис хадису або священного ісламського тексту.

## Дискографія

### Сольно як Куку Хлоя
- Halo (Creamcake, 2016) — EP
- Erika Jane (Nuxxe, 2017) — EP
- Naughty Dog (Nuxxe, 2019) — EP
- Drop Ten (Nuxxe, 2020) — сингл
- Nobody (Nuxxe, 2020) — сингл
- One (Самовидання, 2021) — EP

### З Sega Bodega як Y1640
- Spit Intent (Nuxxe, 2016) — сингл
- Weep (Nuxxe, 2017) — сингл